# Oreste Corbatta

Oreste Omar Corbatta Fernández, né le 11 mars 1936 à Daireaux et mort le 6 novembre 1991 à La Plata, est un footballeur argentin au poste d'attaquant. Il a remporté deux fois la Copa América en 1957 et 1959 avec l'équipe d'Argentine.

## Clubs

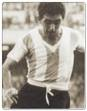
Corbatta avec le Racing Club

- 1955-1962 :  Racing Club
- 1963-1964 :  Boca Juniors
- 1965-1968 :  Independiente de Medellin
- 1970 :  CA San Telmo
- 1971-1972 :   Italia Unidos
- 1973-1974 :  Tiro Federal

## Équipe nationale
- 43 sélections et 18 buts en équipe d'Argentine entre 1956 et 1962